# Kanji Nishio
Kanji Nishio (japanisch 西尾 幹二, Nishio Kanji; geboren am 20. Juli 1935 in der Präfektur Tokio; † 1. November 2024 ebendort) war ein japanischer Germanist. Er war Universitätsprofessor für Literatur in Tokio und ist bekannt für seine Nietzsche-Übersetzungen, für seine Beiträge zur Literatur und Philosophie und für seine Beiträge zu Fragen der japanischen und westlichen Gesellschaft.

## Werdegang und Wirken
Nishio graduierte 1958 an der Universität Tokio mit einer Arbeit zur Deutschen Literatur zum Bachelor. 1961 absolvierte er an derselben Universität den Master. 1964 übernahm er eine Assistentenstelle an der Denki Tsūshin Daigaku und ging dann von 1965 bis 1967 zu einem Forschungsaufenthalt an die Universität München. 1975 wurde er an der Universität Tokio zum Professor ernannt und 1979 mit einer Arbeit über den frühen Nietzsche promoviert. 1999 beendete er seine Universitätslaufbahn.
Nishios Publikationen umfassen mehr als 70 Bücher. Darüber hinaus gehen mehr als 30 Übersetzungen auf ihn – gelegentlich mit Koautoren – zurück. So war er an der Übersetzung der Gesamtausgabe Friedrich Nietzsches des Verlags Walter de Gruyter beteiligt, und er übersetzte Werke weiterer deutscher Philosophen, u. a. Schopenhauers Die Welt als Wille und Vorstellung.
Im November 2024 starb er im Alter von 89 Jahren.

## Nishio und Deutschland
Nishio beschäftigte sich während seines Aufenthaltes in Deutschland 1965 bis 1967 vor allem mit Schopenhauer und Nietzsche. Er reiste aber auch durchs Land und publizierte seine Beobachtungen.
1978 wurde ein Vortrag von ihm im 2. Bayerischen Rundfunk gesendet mit dem Titel Die Exklusivität Europas. Der japanische Titel Yōroppa no heisa-sei (ヨーロッパの閉鎖性), „Das sich ausgrenzende Europa“, zeigt früh eine Linie seiner Europa-Kritik.
1980 war Nishio auf Einladung des DAAD in Deutschland. Im Herbst 1982 folgte, vom japanischen Außenministerium unterstützt, eine Vortragsreihe mit dem Titel Was ist das moderne Japan?. In diesem Vortrag, der zwischen dem 29. September und 11. Oktober in Kiel, Lüneburg, Hamburg, Köln, Bonn, Düsseldorf, München und Stuttgart gehalten wurde, führte Nishio aus, dass man in Japan die europäische Geistesgeschichte gerade deshalb so schnell rezipieren konnte, weil man dafür eine gute eigene geistesgeschichtliche Basis hatte, dass die derzeitige wirtschaftliche Rezession in Deutschland darauf zurückzuführen sei, dass man hier versäumt habe, in z. B. in die Elektronikindustrie zu investieren, dass sich nun etwas wiederhole, was dem Aufstieg Deutschlands innerhalb Europas vor hundert Jahren ähnele: dass nun Japan argwöhnisch betrachtet werde, wie damals Deutschland.
1988 publizierte das literarisch-intellektuelle Monatsmagazin Chūōkōron einen Beitrag Nishios unter dem Titel Einige Fragen an Helmut Schmidt: Der Eurozentrismus der Deutschen und ihre „Vergangenheitsbewältigung“., in dem er sich mit Helmut Schmidts in verschiedenen Zeitschriften wiederholt geäußerter Japan-Sicht kritisch auseinandersetzt. Nishio schreibt unter anderem, Schmidts Bemerkung, Japan habe keine Freunde in seiner Nachbarschaft, beherrsche im Unterschied zu Deutschland nicht die Sprache seiner Nachbarländer, sei zwar nicht falsch, verkenne aber, dass sich Deutschland innerhalb des sprachlich verwandten Europas befinde und daher nicht mit Japan am Rande eines heterogenen Ostasiens auf diese Weise zu vergleichen sei. Nishio legte in dem Beitrag Schmidt nahe, „endlich Abstand von der in Europa üblichen traditionellen Gewohnheit zu nehmen, Japan mit pädagogisch gemünzten Ratschlägen zu überschütten“. – Unbestritten hätte auch Japan Kriegsgräuel begangen, aber eben nicht etwas, was mit der fabrikmäßigen Auslöschung von vielen Millionen Juden vergleichbar wäre. Es sei daher verständlich, dass es einen Unterschied in der japanischen Haltung zum Pazifikkrieg gäbe, verglichen mit der deutschen Haltung zu zwei Weltkriegen, die Deutschland angefangen habe.

## Schriften (Auswahl)
- Yōroppa no kojinshugi (ヨーロッパの個人主義, „Europas Individualismus“), 1969.
- Higekijin no shisei (悲劇人の姿勢, „Die Haltung tragischer Menschen“), 1971.
- Kaigi no seishin (懐疑の精神, „Der Geist des Skeptizismus“), 1974.
- Nīche (ニーチェ, „Nietzsche“) 1977, 2001.
- Hikari to dangai, saibannen no Nīche (光と断崖, 最晚年のニーチェ, „Licht und Abgrund, die letzten Jahre Nietzsches“)
- Shōpenhauā to Doitsu shisō (ショーペンハウアーとドイツ思想, „Schopenhauer und die deutsche Gedankenwelt“)
- Soren chishikijin tono taiwa, Doitsu saihakken no tabi (ソ連知識人との対話、ドイツ再発見の旅, „Gespräche mit russischen Intellektuellen, Deutschland: Reise der Wiederentdeckung“), 1979.
- Nihon no kyōiku, Doitsu no kyōiku (日本の教育、ドイツの教育, „Erziehung in Japan, Erziehung in Deutschland“), 1982.
- Bungaku hyōron (文学評論, „Kritik an der Geisteswissenschaft“)
- Yōroppa tono taiketsu (ヨーロッパとの対決, „Auseinandersetzung mit Europa“)
- Jiyū no higeki (自由の悲劇, „Tragödie der Freiheit“), 1990.
- Nihon no kodoku (日本の孤独, „Die Vereinsamung Japans“), 1991.
- Zentaishugi no noroi (全体主義の呪い, „Der Fluch des Alles-Prinzips“), 1993.
- Jinsei no kachi ni tsuite (人生の価値について, „Über den Wert eines Menschen“), 1996.
- Watakushi no Shōwa-shi (わたしの昭和史, „Meine Geschichte der Shōwa-Zeit“).
- Shimmotsu suru rekishi (沈黙する歴史, „Verstummende Geschichte“).
- Ketteiban: Minzoku no rekishi (決定版国民の歴史, „Geschichte des Volkes, endgültige Ausgabe“).
- Nihon no kompon mondai (日本の根本問題, „Grundlegende Probleme Japans“).
- Edo no dainamitizumu (江戶のダイナミティズム, „Die Dynamik der Edo-Zeit“) 2007.
- Kiki ni tatsu hoshu (危機に立つ保守, „Gegen die Krise, standhaft konservativ“).
- Rekishi shikan no kakumei (歴史史観の革新, „Revolution in der geschichtlichen Betrachtung der Geschichte“).